# Pusiolania occidentalis
Pusiolania occidentalis là một loài bướm đêm thuộc phân họ Arctiinae, họ Erebidae.